# Championnat de république démocratique du Congo de football de deuxième division 2017
Navigation
Tournoi de la montée 2016 Tournoi de la montée 2018
Le Tournoi de la montée 2017 est la sixième édition de la compétition jouant office de la seconde division en RDC, réunissant tous les champions provinciaux afin que certains soient promu en Linafoot, elle est organisée par la FECOFA. Cette compétition est jouée sous forme de trois mini-coupe en fonction des zones footballistique en RDC. La zone Est (Nord-Kivu, Sud-Kivu, Maniema, Province Orientale), la zone centre-sud (Katanga, Kasaï-Occidental, Kasaï-Oriental) et la zone ouest (Kinshasa, Bandundu, Équateur, Bas-Congo).

## Participants

### Zone est
- AS Kabasha, Nord-Kivu
- FC Étoile du Kivu, Sud-Kivu
- FC Durba, Maniema
- FC Mont Bleu, Province Orientale

### Zone centre-sud
- Ecofoot Katumbi, Katanga
- AS Bantous, Kasaï-Oriental
- US Tshinkunku, Kasaï-Occidental

### Zone ouest
- FC Nord Sport, Bas-Congo
- FC Malebo Bandundu, Bandundu
- AC Rangers, Kinshasa
- TP Molunge, Équateur

## Phase finale
Pour la phase finale les 11 équipes s'affrontent en 3 groupes de 3 ou 4 équipes.

### Zone ouest

#### Groupe A
À Kinshasa au Stade Tata Raphaël
Tour 1 [23 Août] 
FC Nord Sport 1-1 TP Molunge
AC Rangers 8-0 FC Malebo
Tour 2 [25 Août] 
TP Molunge 1-0 FC Malebo
AC Rangers 4-1 FC Nord Sport
Tour 3 [27 Août] 
AC Rangers 1-0 TP Molunge
FC Nord Sport 2-2 FC Malebo 

#### Classement final
| Rang | Équipe                 | Pts | J | G | N | P | Bp | Bc | Diff |
| ---- | ---------------------- | --- | - | - | - | - | -- | -- | ---- |
| 1    | AC Rangers (Kinshasa)  | 9   | 3 | 3 | 0 | 0 | 13 | 1  | +12  |
| 2    | TP Molunge (Mbandaka)  | 4   | 3 | 1 | 1 | 1 | 2  | 2  | 0    |
| 3    | FC Nord Sport (Matadi) | 2   | 3 | 0 | 2 | 1 | 4  | 7  | -3   |
| 4    | FC Malebo (Bandundu)   | 1   | 3 | 0 | 1 | 2 | 2  | 11 | -9   |

- Promotion en Linafoot 2016-2017

### Zone est

#### Groupe B
À Goma au Stade des Volcans
Tour 1 [23 Août] 
FC Étoile du Kivu 2-2 FC Mont Bleu
AS Kabasha 2-2 FC Durba 
Tour 2 [25 Août] 
AS Kabasha 1-1 FC Étoile du Kivu
FC Mont Bleu 3-3 FC Durba
Tour 3 [27 Août] 
FC Durba 0-2 FC Étoile du Kivu 
AS Kabasha 1-3 FC Mont Bleu

#### Classement final
| Rang | Équipe                    | Pts | J | G | N | P | Bp | Bc | Diff |
| ---- | ------------------------- | --- | - | - | - | - | -- | -- | ---- |
| 1    | FC Mont Bleu (Bunia)      | 5   | 3 | 1 | 2 | 0 | 8  | 6  | +2   |
| 2    | FC Étoile du Kivu (Uvira) | 5   | 3 | 1 | 2 | 1 | 5  | 3  | +2   |
| 3    | FC Durba (Durba)          | 2   | 3 | 0 | 2 | 1 | 5  | 7  | -2   |
| 4    | AS Kabasha (Goma)         | 2   | 3 | 0 | 2 | 1 | 3  | 5  | -2   |

- Promotion en Linafoot 2016-2017

### Zone centre-sud

#### Groupe C
À Lubumbashi au Stade Tshikisha
Tour 1 [21 Août] 
Ecofoot Katumbi annulé AS Bantous
Tour 2 [23 Août]
AS Bantous annulé US Tshinkunku
Tour 3 [25 Août]
Ecofoot Katumbi 3-1 US Tshinkunku

#### Classement final
| Rang | Équipe                       | Pts     | J       | G       | N       | P       | Bp      | Bc      | Diff    |
| ---- | ---------------------------- | ------- | ------- | ------- | ------- | ------- | ------- | ------- | ------- |
| 1    | Ecofoot Katumbi (Lubumbashi) | 3       | 1       | 1       | 0       | 0       | 5       | 1       | +4      |
| 2    | US Tshinkunku (Kananga)      | 0       | 1       | 0       | 0       | 1       | 1       | 5       | -4      |
| 3    | AS Bantous                   | Forfait | Forfait | Forfait | Forfait | Forfait | Forfait | Forfait | Forfait |

- Promotion en Linafoot 2016-2017

## Bilan de la saison
| Championnat de république démocratique du Congo de football de deuxième division 2016-2017   |                                                                                   |
| Champion                                                                                     | AC Rangers (Zone ouest) FC Mont Bleu (Zone est) Ecofoot Katumbi (Zone centre-sud) |
| Promotions et relégations                                                                    |                                                                                   |
| Promus en Championnat de République démocratique du Congo de football                        | AS Maniema Union                                                                  |
| Promus en Championnat de République démocratique du Congo de football                        | Ecofoot Katumbi                                                                   |
| Promus en Championnat de République démocratique du Congo de football                        | US Tshinkunku                                                                     |
| Promus en Championnat de République démocratique du Congo de football                        | TP Molunge                                                                        |
| Promus en Championnat de République démocratique du Congo de football                        | AC Rangers                                                                        |
| Promus en Championnat de République démocratique du Congo de football                        | FC Étoile du Kivu                                                                 |
| Promus en Championnat de République démocratique du Congo de football                        | FC Mont Bleu                                                                      |
| Promus en Championnat de République démocratique du Congo de football                        | FC Nord Sport                                                                     |
| Relégués en Championnat de république démocratique du Congo de football de deuxième division | Aucun                                                                             |